# Eparchie elistenská
Eparchie elistenská je eparchie ruské pravoslavné církve nacházející se v Rusku.

## Území a titul biskupa
Zahrnuje správní hranice území republiky Kalmycko.
Eparchiálnímu biskupovi náleží titul biskup elistenský a kalmycký.

## Historie
První písemné prameny o rozšíření pravoslaví na území moderního Kalmycka pocházejí ze 17. století. Proces přijetí křesťanství Kalmyky byl dobrovolný. Bylo zakázáno používat jakékoli násilné metody.
V letech 1924-1925 bylo v Kalmycké autonomní oblasti 17 pravoslavných farností a chrámů. Do roku 1940 byly v důsledku ateistické politiky sovětského státu zničeny všechny chrámy.
Roku 1942 v období okupace Němci ve snaze získat místní obyvatelstvo na svou stranu umožnili oživit církevní život a proto bylo otevřeno několik chrámů.
Po osvobození Kalmycka byly chrámy uzavřeny kromě dvou modliteben v Elistě a ve vesnici Prijutnoje. Do konce 80. let nebyly otevřeny žádné chrámy.
Dne 7. října 1995 byla rozhodnutím Svatého synodu zřízena elistenská eparchie.

## Seznam biskupů
- 1995–2011 Zosima (Ostapenko)
- 2011–2014 Zynovij (Korzynkin)
  - 2014–2014 Kirill (Pokrovskij) dočasný správce
- od 2014 Justinian (Ovčinnikov)